# Пникут

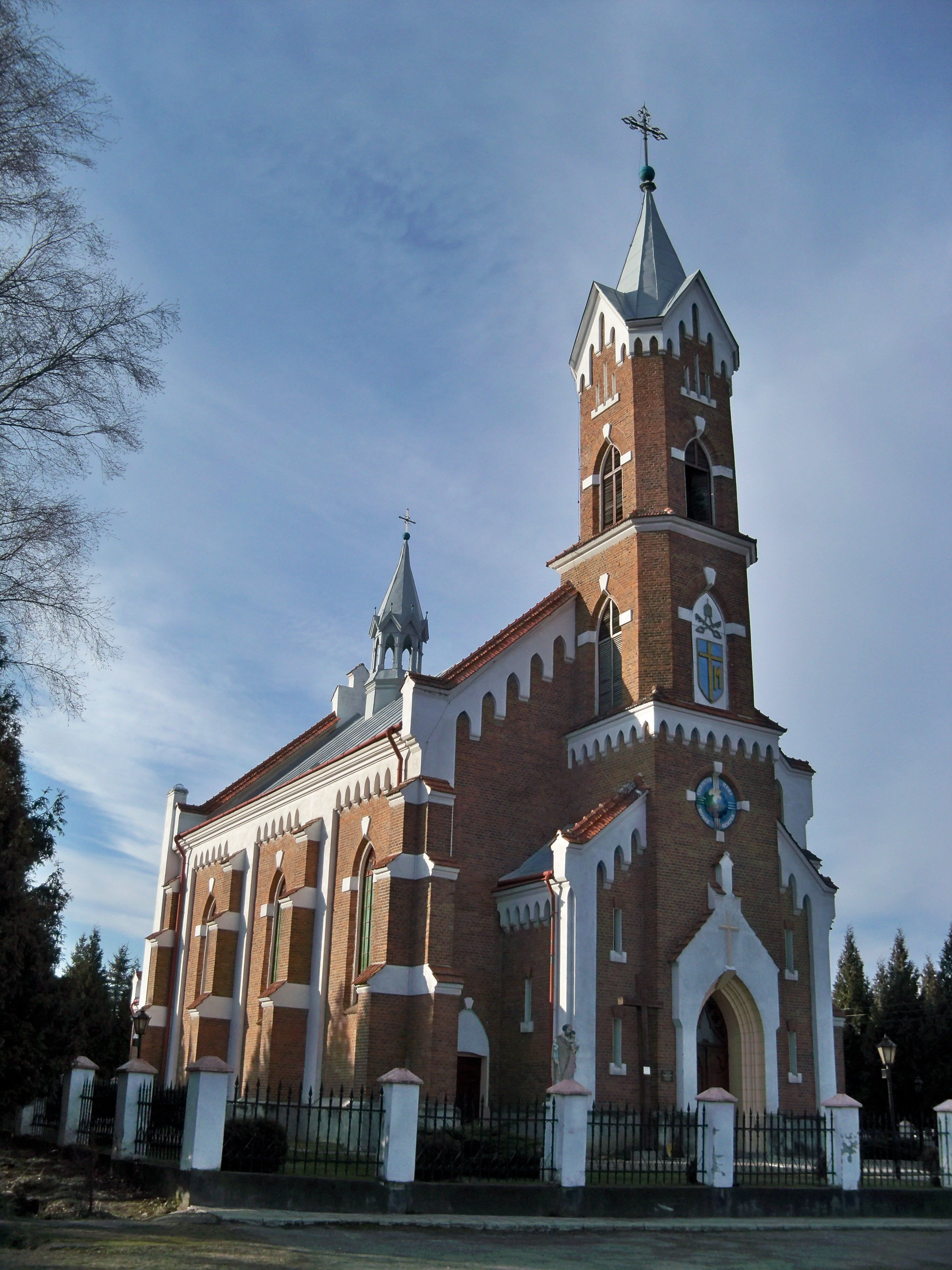
Костёл Св. Николая 1908—1911 гг. постройки

Пникут (укр. Пнікут; пол. Pnikut) — село в Мостисской городской общине Яворовского района Львовской области Украины.
Население по переписи 2001 года составляло 1101 человек. Занимает площадь 2,038 км². Почтовый индекс — 81362. Телефонный код — 3234.